# エバーグリーン・グループ
エバーグリーン・グループ（中国語：長榮集團 英語: Evergreen Group）は、台湾を拠点とする複合企業（コングロマリット）。長栄海運（エバーグリーンマリン）を中核に航空、ホテル業も展開する。

## 沿革
- 1968年 - 張栄発が長栄海運を設立。

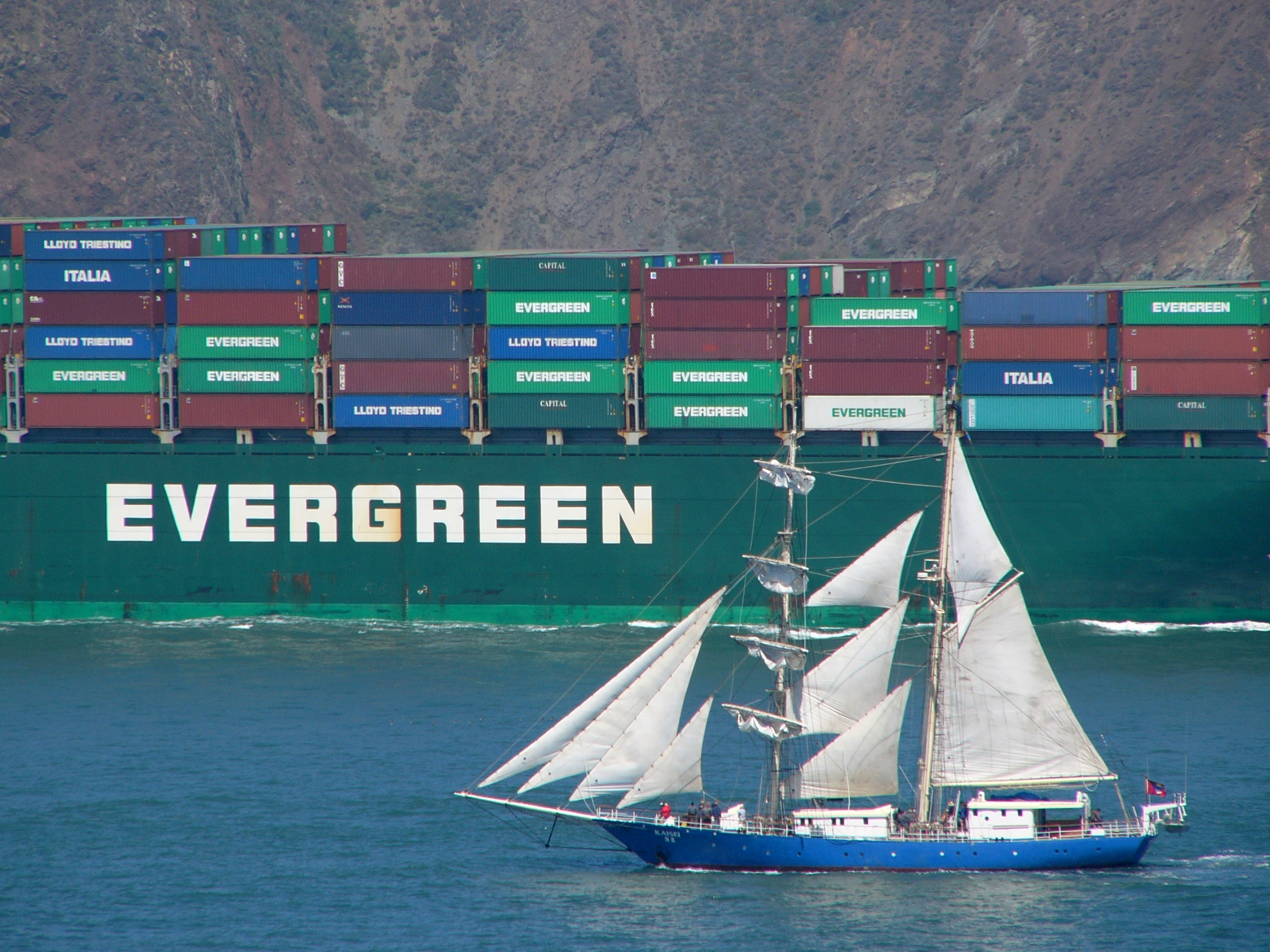
長栄海運コンテナ船

- 1975年 - コンテナ船 東南アジア-北米航路開設。
- 1985年 - 博多港に寄港開始。
- 1986年 - 世界一周航路開設。
- 1989年 - 民間航空会社としてエバー航空を設立。世界初の4クラス制を導入[1]。

## 主なグループ企業

### 長栄海運
グループの中核を成す海運会社。150以上の貨物船を保有し、世界80か国・240の港湾に立ち寄る。コンテナ貨物輸送の規模は世界第4位。

### エバー航空

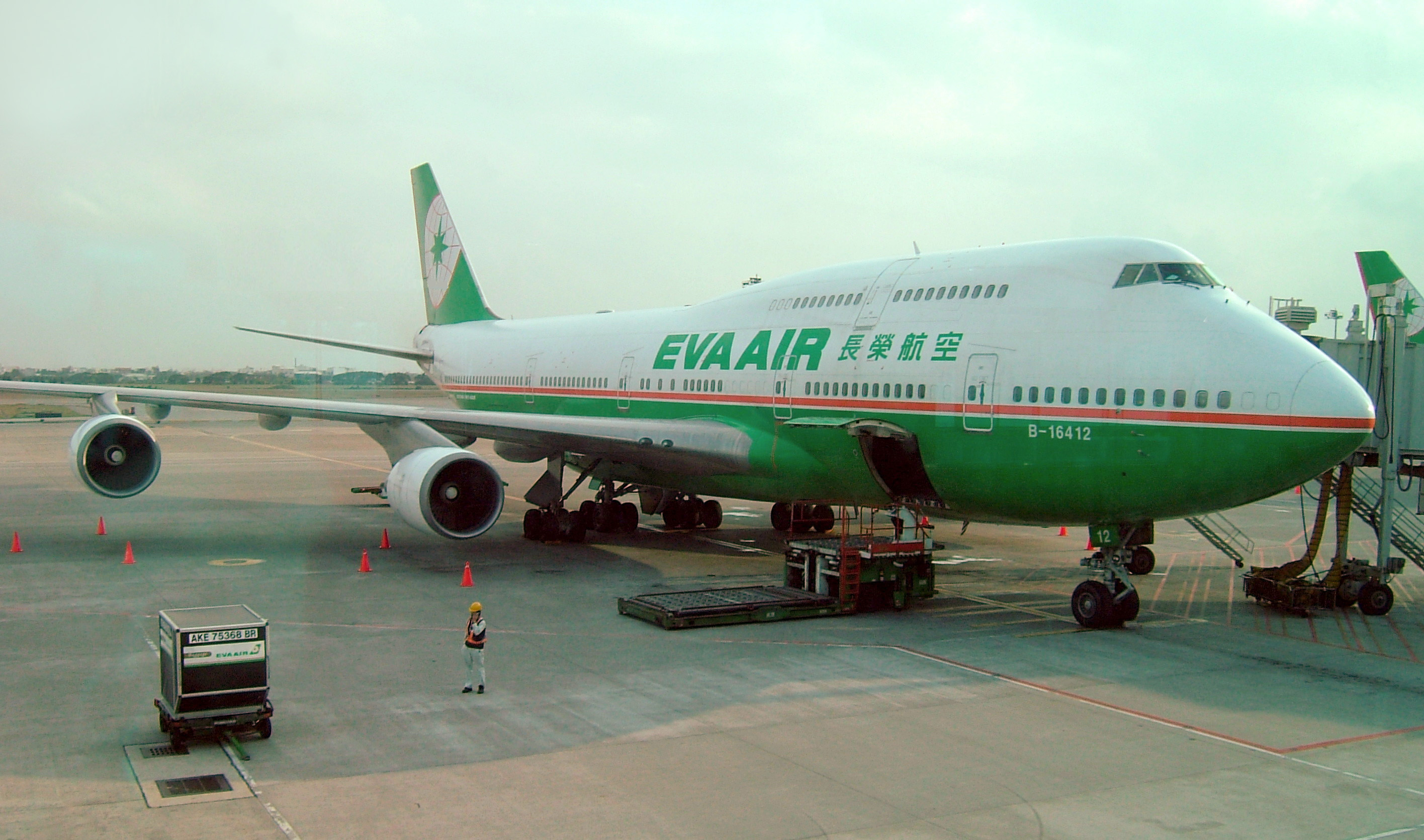
エバー航空 ボーイング747

民間航空会社として誕生し、日本国内8空港を含む、世界主要40都市以上へ就航する。グループの航空貨物部門として、旅客機以外にも貨物専用機や旅客と貨物混載のコンビ型の航空機を運航していた数少ない航空会社でもある。尚、会社名は米国エバーグリーン航空との混同を避ける為、「エバーグリーン」の名は付けていない。

### エバーグリーン・インターナショナル・ホテルズ
ホテル業では台湾の主要都市を中心にエバーグリーン・インターナショナル・ホテルズを展開。パリ、バンコク、ペナン、基隆、台北、礁渓、台中、台南、台湾桃園国際空港でホテルを運営している。

### エバーグリーン ジャパン株式会社
東京都港区高輪2丁目15-2のエバーグリーンビル内にあり、その他エバー航空日本支社などグループ会社の日本拠点がある。

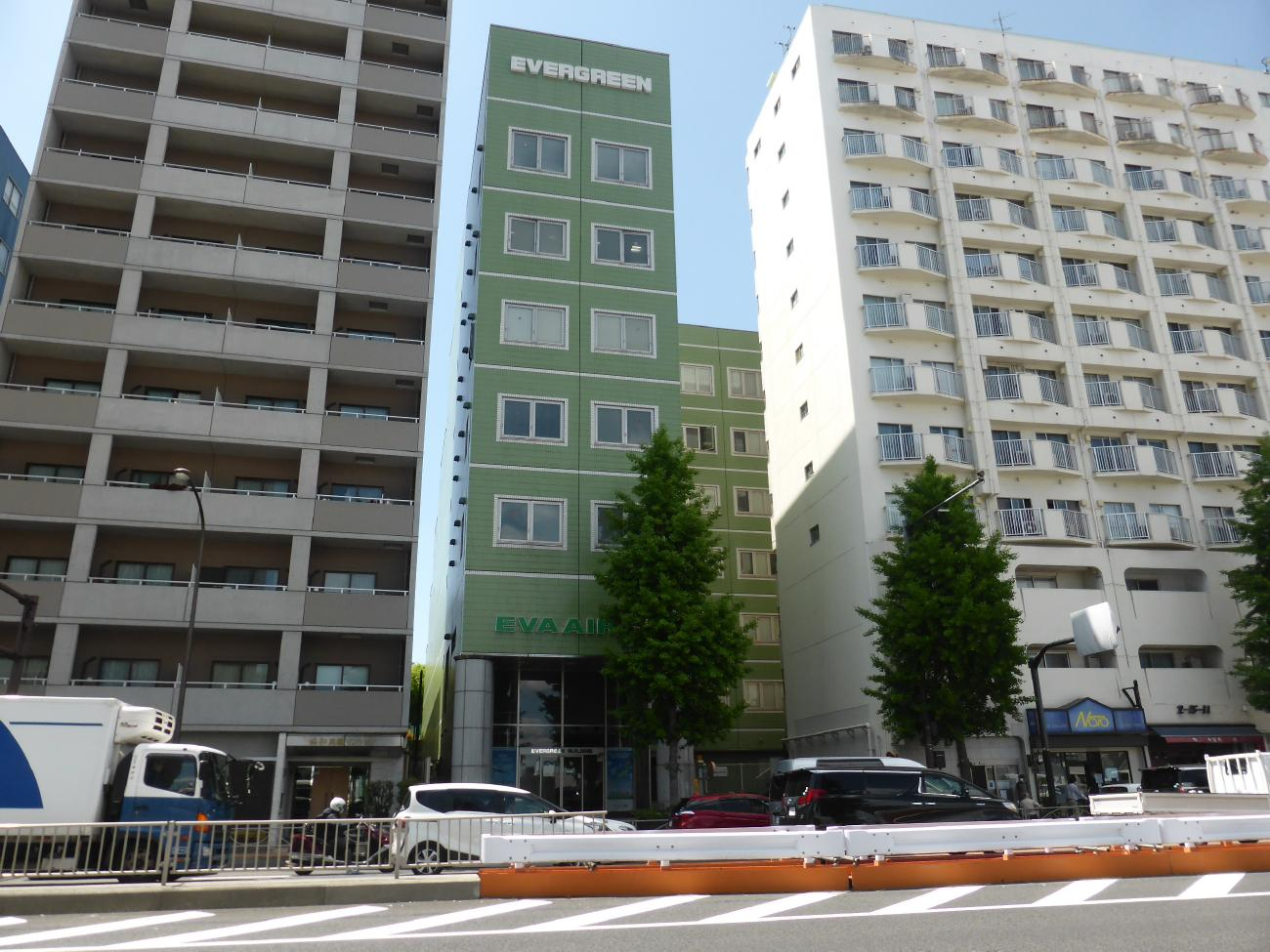
エバーグリーンビル全景
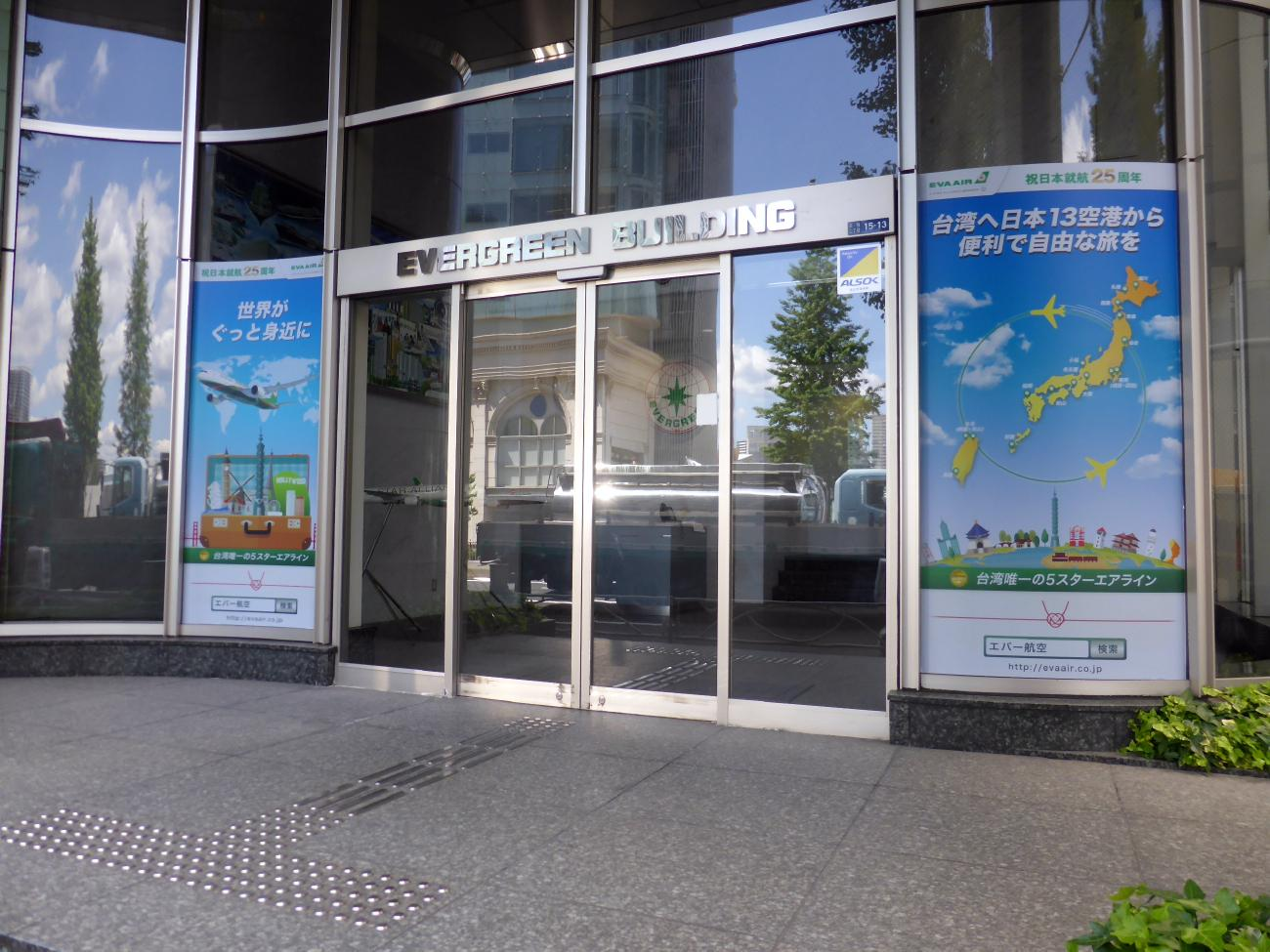
エバーグリーン ジャパン株式会社正面玄関
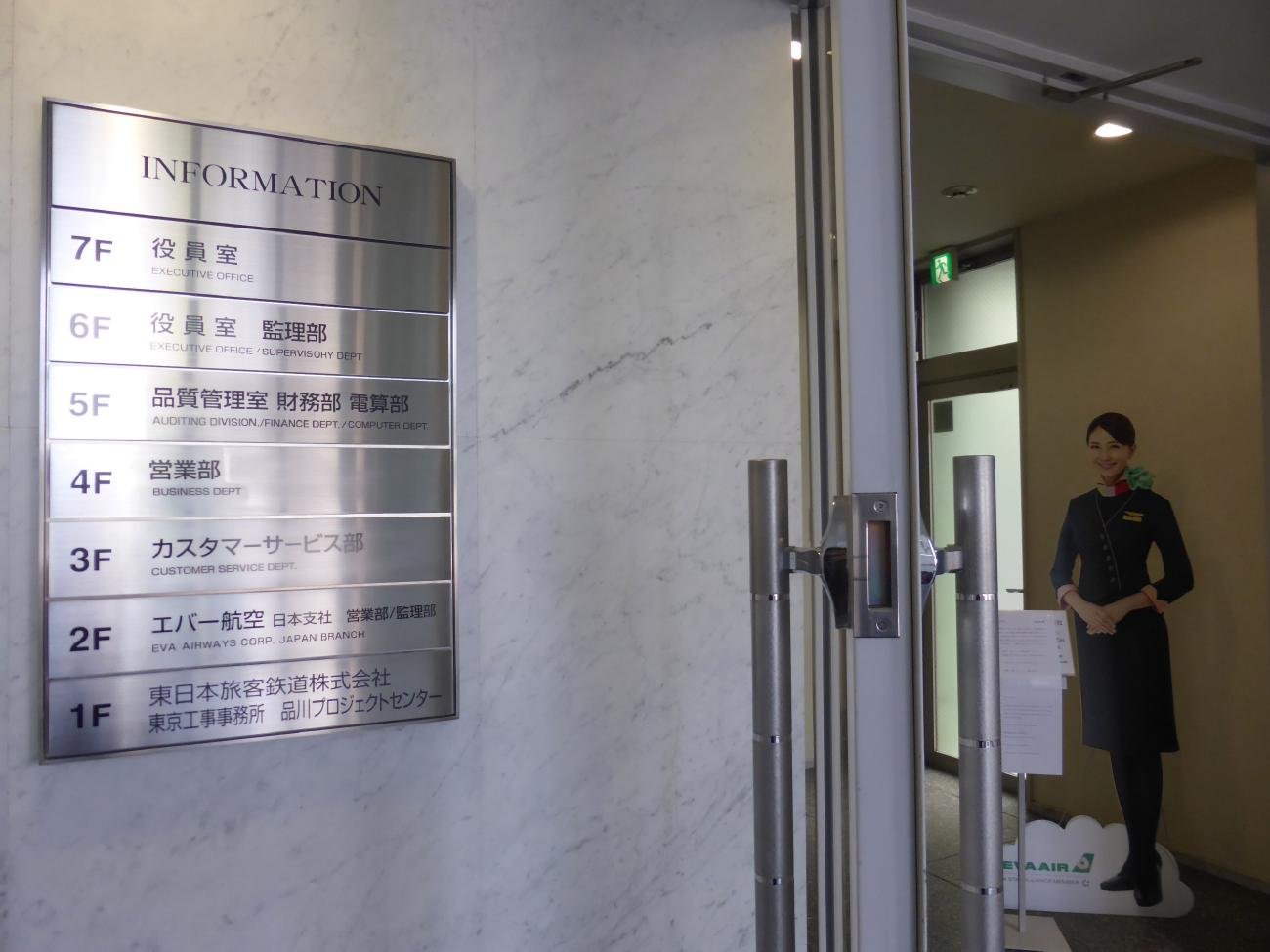
2Fにエバー航空日本支社